# Opende
Opende (Gronings: De Penne, Fries: De Grinzer Pein, De Grinzer Peen of De Peen) is een dorp in de gemeente Westerkwartier in de provincie Groningen in Nederland. Opende is het meest westelijk gelegen dorp van de provincie Groningen en is een van de weinige dorpen in deze provincie waar Fries wordt gesproken. In het Fries wordt Opende ook wel 'De Grinzer Pein' of 'De Grinzer Peen' genoemd om op die manier verwarring te voorkomen met het Friese dorp Opeinde (De Pein). De naam Peen is in het dorp zelf eveneens in gebruik; getuige de naam van een café in het centrum van het dorp. 

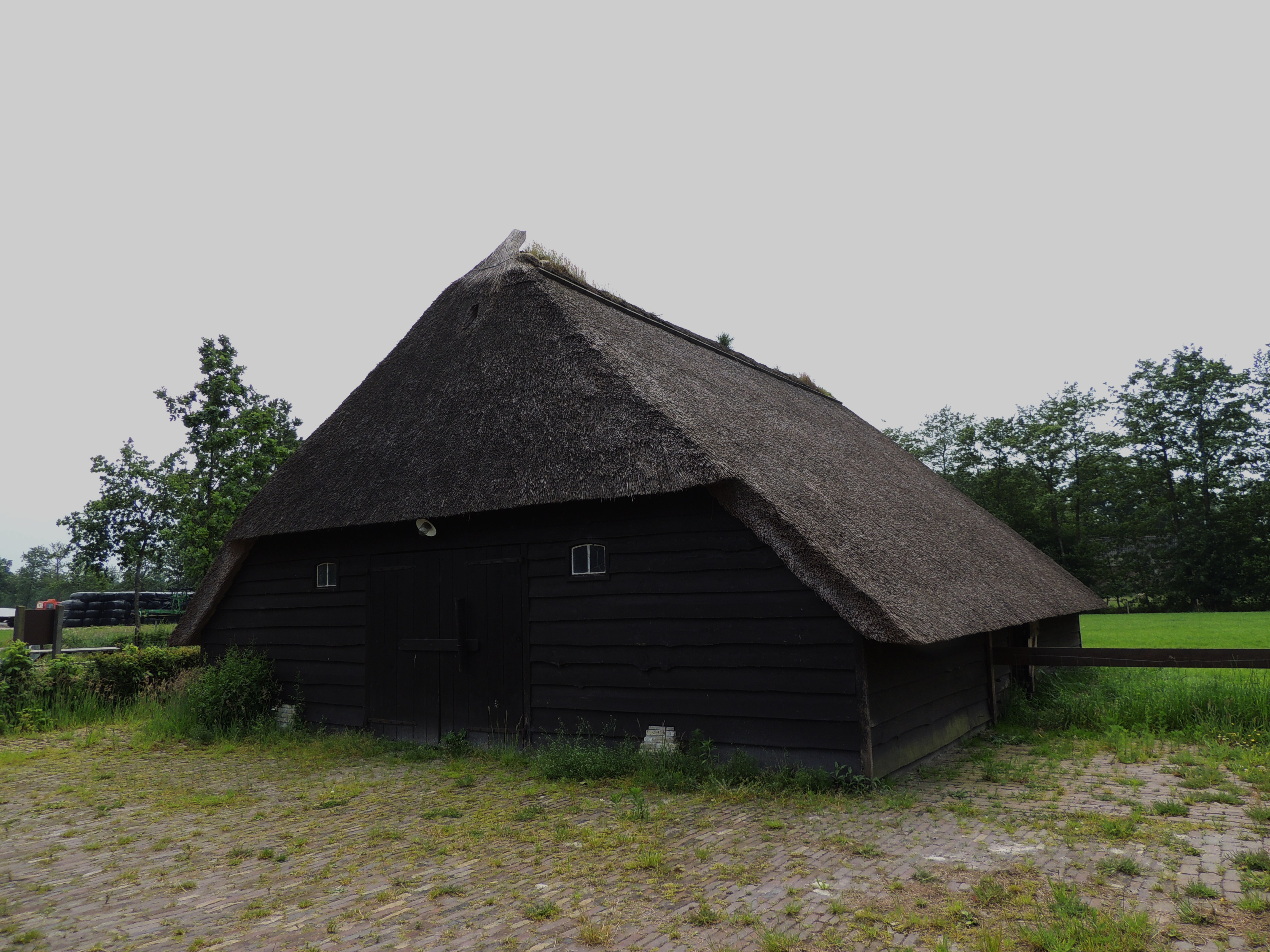
Schaapskooi

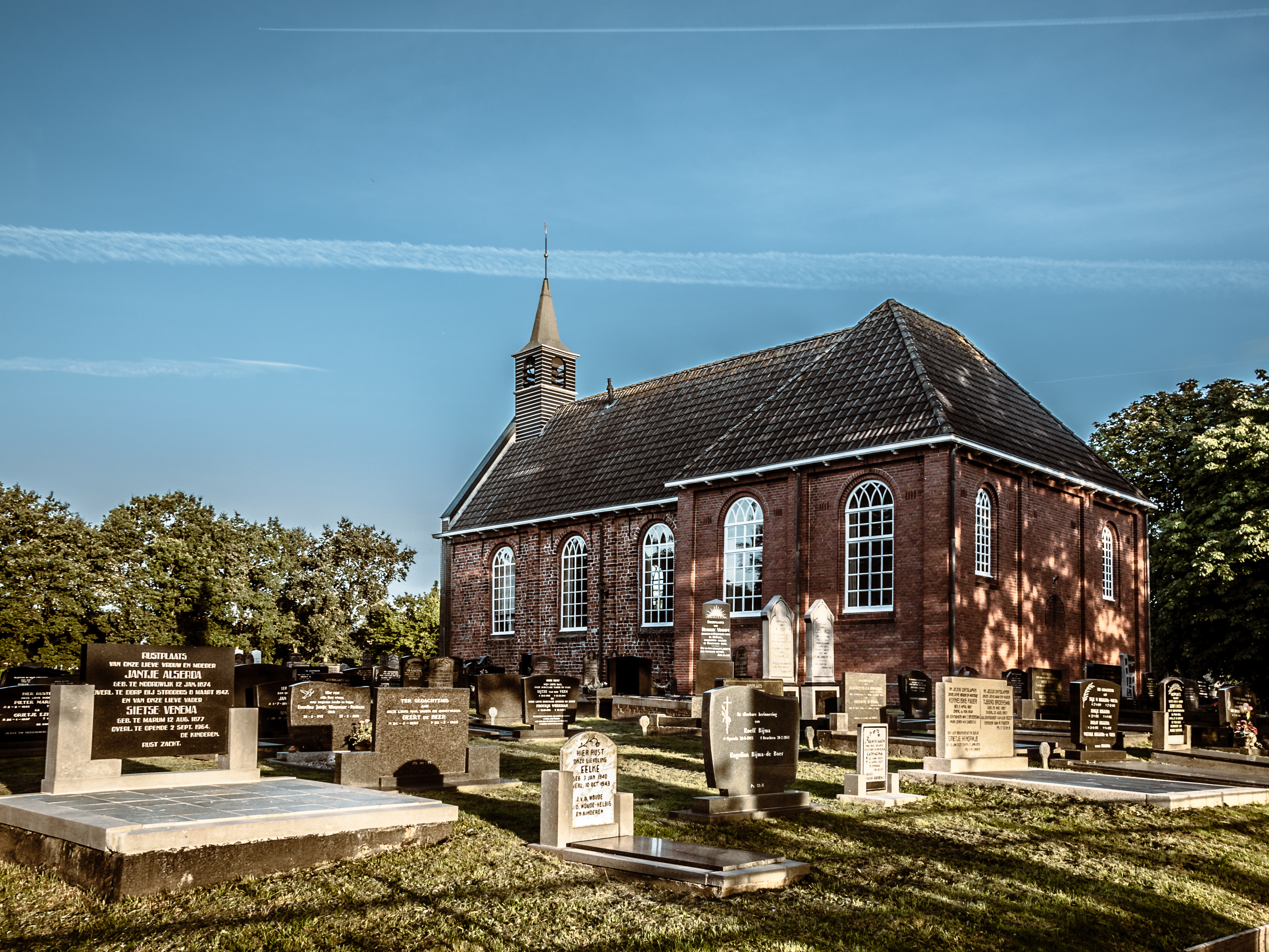
Hervormde kerk en kerkhof

De plaatsnaam is een verwijzing naar de ligging: op (= aan) het einde van de weg van Grootegast naar Friesland.
Het dorp wordt rond 1500 vermeld als 'Vracosum, Uracosum alias Upende'.
De hervormde kerk van Opende werd gebouwd in 1748. Ten zuidoosten van het dorp staat op het terrein van de camping De Watermolen een Amerikaanse windmotor.
Hof vermelde in 1933 in de Friesche Dialectgeographie dat de bevolking van West- en Zuid-Opende nagenoeg geheel Fries is, Oost-Opende Gronings.

## Varia
Opende is door de NRC als 'het' voorbeelddorp van Nederland aangemerkt en kreeg een grote artikelenserie in 2011. Bekend is ook het fietsorkest Crescendo.